# Daniel Cirera
Daniel Cirera född Daniel Cirera Jimenez 31 juli 1976 på Rosengård i Malmö, är en svensk-spansk sångare, musiker, kompositör och låtskrivare. Cireras debutskiva Honestly – I love you *cough* släpptes 2004. Han är känd för sina ärliga och ibland vulgära texter. Han har själv sagt att han ser svordomar och överdrift som en extra "krydda" i texten.